# Dragiša Brašovan
Dragiša Brašovan (en serbe cyrillique : Драгиша Брашован ; né le 25 mai 1887 à Vršac et mort le 6 octobre 1965 à Belgrade) était un architecte serbe. Pionnier de l'architecture moderne en Serbie, il a été membre de l'Académie serbe des sciences et des arts.

## Débuts

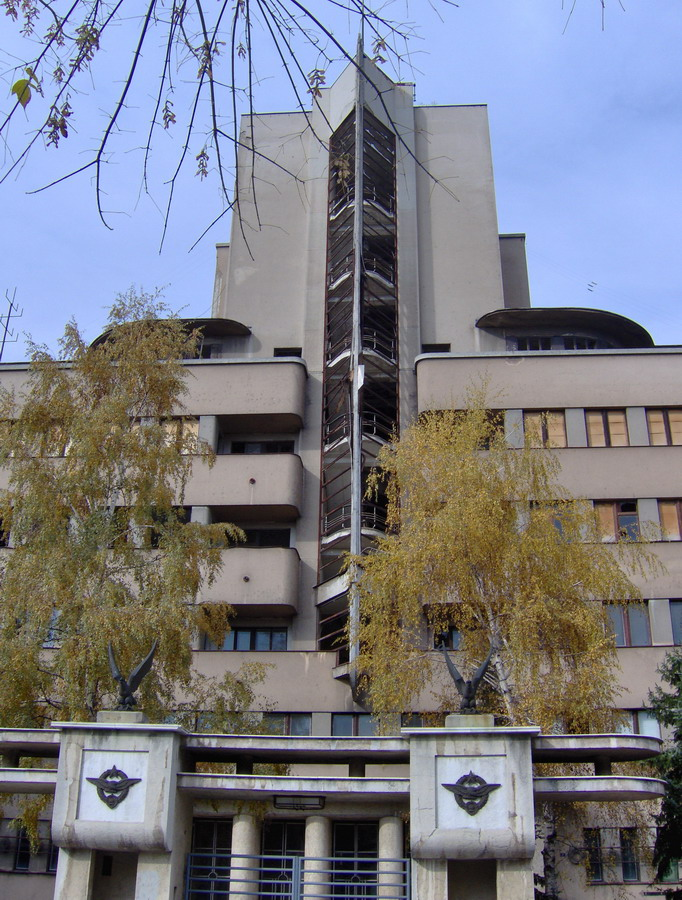
Le bâtiment du Commandement des forces aériennes à Zemun

Dragiša Brašovan a suivi ses études élémentaires et secondaires dans sa ville natale de Vršac, en Voïvodine, dans une zone qui, à l'époque, faisait partie de l'Autriche-Hongrie, puis, en 1906, il suivit les cours de l'École technique de Budapest, où il obtint son diplôme de fin d'études le 30 septembre 1912.

## Carrière

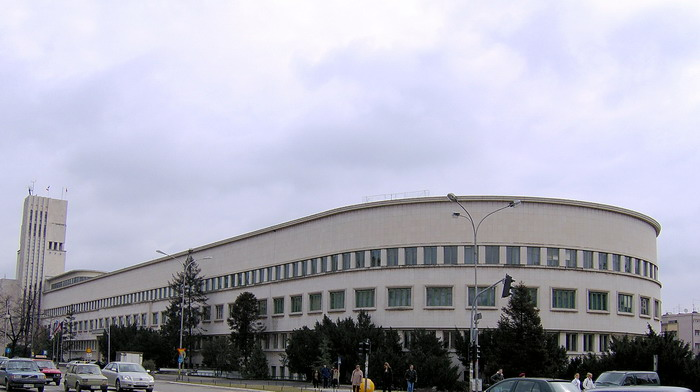
Complexe de la banovine du Danube, aujourd'hui siège du gouvernement de la province autonome de Voïvodine, à Novi Sad

Dragiša Brašovan travailla ensuite pendant six ans au cabinet d'architecture Teri et Poganj à Budapest. Après la Première Guerre mondiale, il rentra en Serbie et travailla comme architecte de la ville à Veliki Bečkerek (aujourd'hui Zrenjanin), où il construisit quelques édifices comme le Sokolski dom et, dans les environs, l'église d'Orlovat.
Par la suite, pendant une vingtaine d'années, Brašovan travailla à Belgrade, où Milan Sekulić avait fondé la société Arhitekt, travaillant comme architecte en chef. Engagée dans les travaux de construction, après la disparition de Sekulić, la société devint en 1925 Arhitekta Dragiša Brašovan, travaillant exclusivement dans la conception.
L'intérêt de l'œuvre de Brašovan tient au fait que cet artiste est un des précurseurs en Serbie de l'architecture moderne, par exemple avec le bâtiment de la banovine à Novi Sad, le bâtiment de l'imprimerie nationale à Belgrade, l'hôtel Metropol de Belgrade ou le bâtiment du Commandement des forces aériennes à Zemun.

## Réalisations
à Zrenjanin
- Bâtiment de la Banque de Serbie, vers 1920.
- le Théâtre national de Zrenjanin, restauration, style éclectique avec des éléments néo-classiques, 1923[1]
- Sokolski dom, 1927.

à Orlovat
- l'église de la Présentation-de-la-Mère-de-Dieu-au-Temple (Crkva Vavedenja Bogorodice), 1924-1927[2],[3].

à Novi Sad
- Chambre du travail (Radnička komora), 1931.
- Complexe de la Banovine du Danube (qui abrite aujourd'hui le Gouvernement de la province autonome de Voïvodine), 1939.
- Glavna pošta, 1961.

à Belgrade

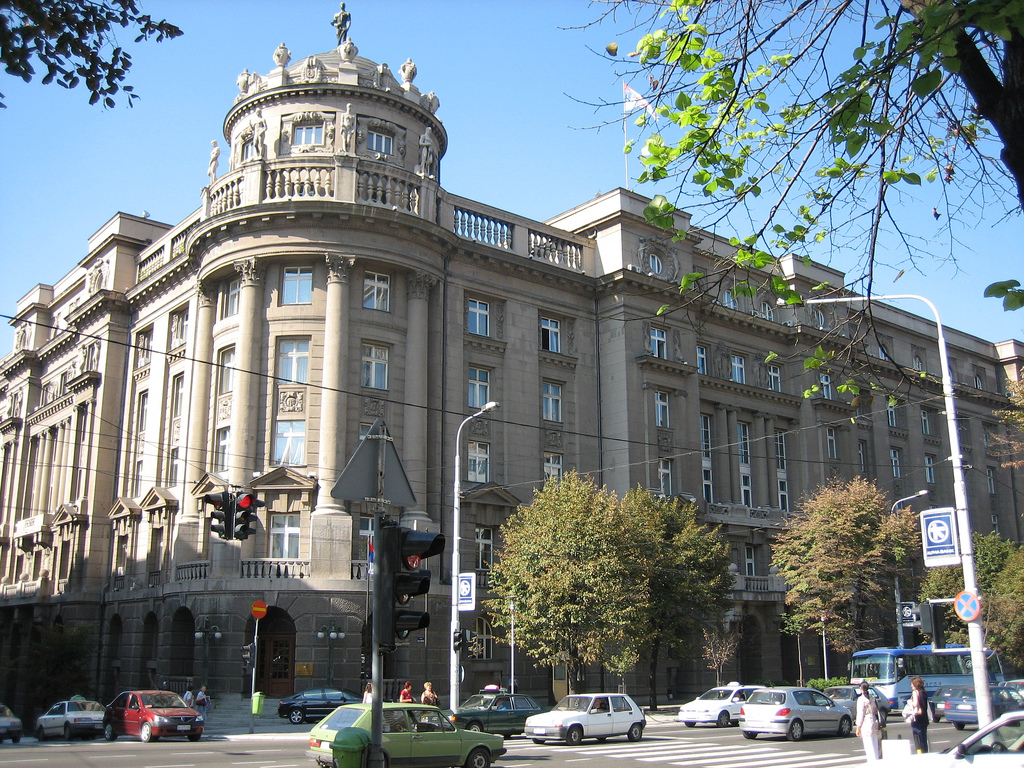
Le bâtiment du ministère de la Forêt et des mines et du ministère de l'Agriculture et de la Gestion de l'eau à Belgrade

- le bâtiment du ministère de la Forêt et des mines et du ministère de l'Agriculture et de la Gestion de l'eau, 1923, en collaboration avec Nikola Nestorović[4].
- la Kafana Ruski car (7 rue Knez Mihailova et 29 Obilićev venac à Belgrade), construite entre 1922 et 1926 dans un style académique maniériste, figure sur la liste des monuments culturels protégés de la république de Serbie[5] et sur la liste des biens culturels protégés de la Ville de Belgrade[6] ; pour édifice Dragiša Brašovan a travaillé avec les architectes Petar Popović et Milan Sekulić.
- la Villa Škarka, 1926-1927[7].
- le Bâtiment du musée Nikola-Tesla, 1932.
- la maison de Dušan Lazić, 1932[8].
- le bâtiment du fonds de pension de la cimenterie de Beočin, 1934[9].
- l'Imprimerie nationale (abritant aujourd'hui le BIGZ) 1934-1941[10].
- le bâtiment du Commandement des forces aériennes à Zemun, 1935[11],[12].
- l'hôtel Metropol, 1953.

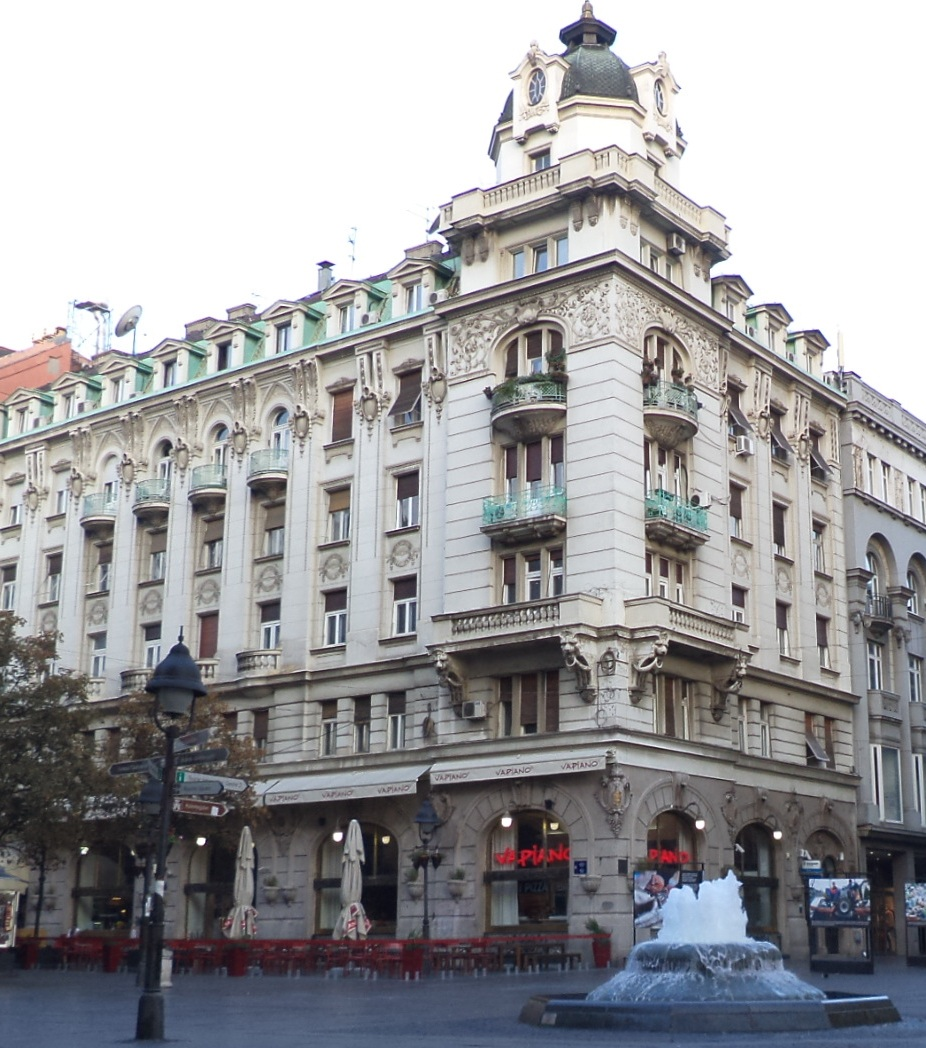
La kafana Ruski car.
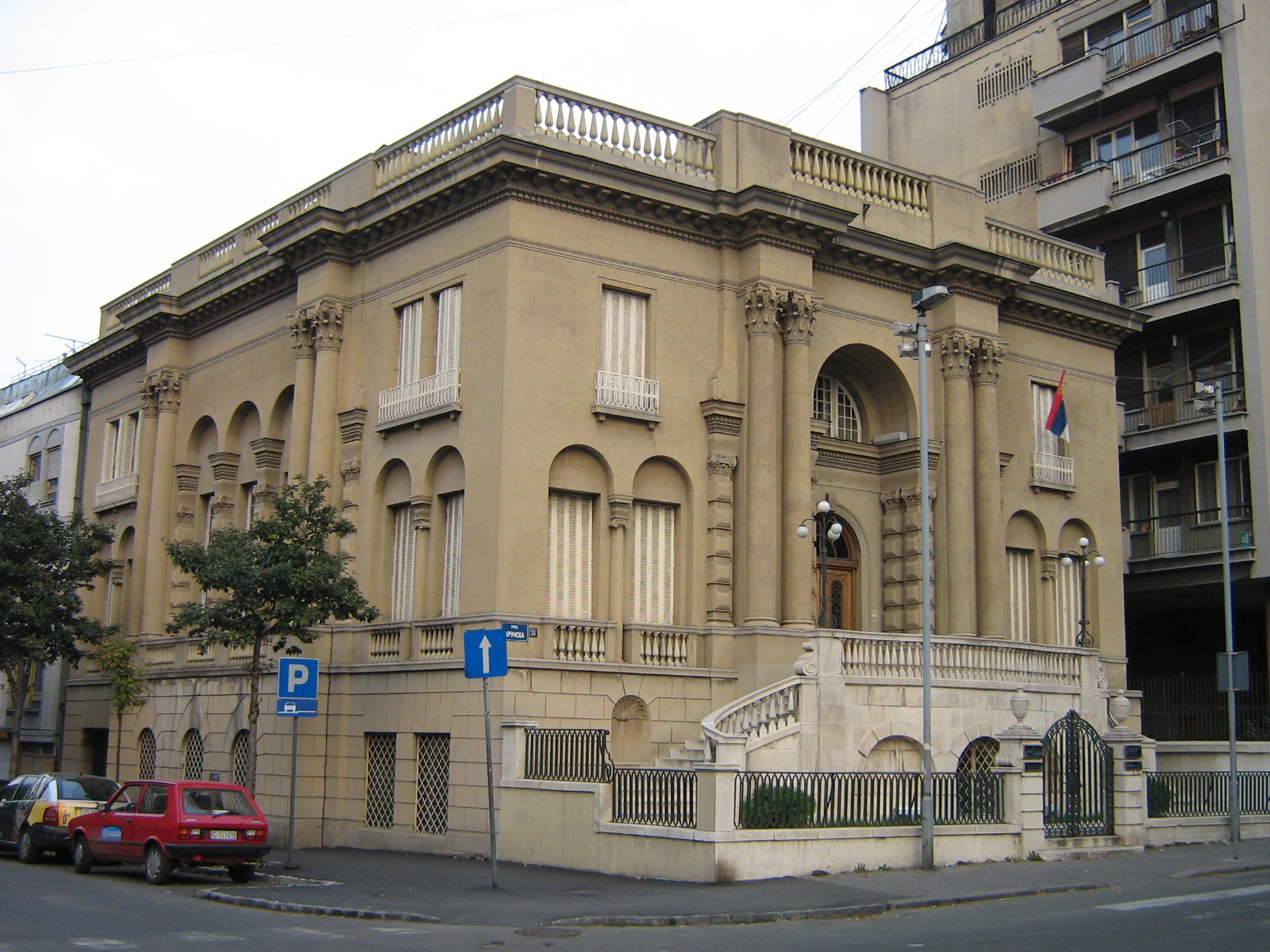
Le musée Nikola-Tesla de Belgrade.